# Villa dei Papi

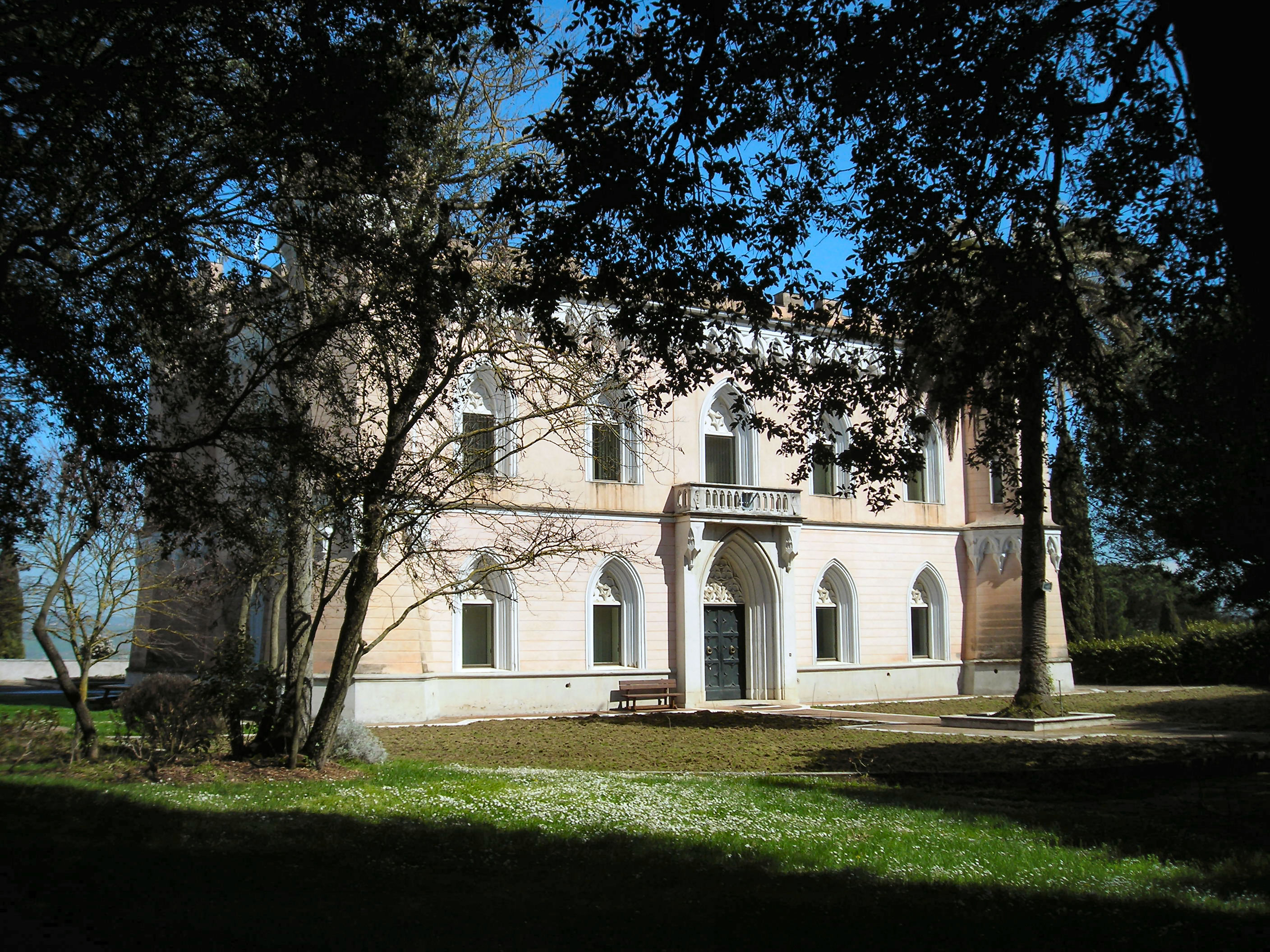
Villa dei Papi in Benevento, Italië

De Villa dei Papi (circa 1700) was de zomerresidentie van Pietro Francesco Orsini, de latere paus Benedictus XIII. De Villa dei Papi bevindt zich in Benevento, Zuid-Italië, in de regio Campanië. De villa staat in het glooiend landschap van de heuvel Pacevecchia.

## Historiek
Op deze plek stond sinds de Middeleeuwen het klooster van Santa Maria della Pace. Het klooster stortte volledig in door de aardbeving van 1688. De kardinaal-aartsbisschop van Benevento, Orsini, kocht het landgoed (1696). De aartsbisschop bouwde er een villa in neogotische stijl. Hij gebruikte de villa als zijn zomerverblijf. Later als paus Benedictus XIII verbleef hij er tijdens reizen. De villa werd om deze reden de Villa der Pausen genoemd.
Nadien had de villa meerdere bestemmingen. Zo was de Villa dei Papi onder meer een bank in de 20e eeuw. Eind 20e eeuw was het gebouw vervallen.
In 2001 kochten de stad Benevento en de provincie Benevento gezamenlijk het landgoed. Na restauratie gebruikten zij de villa voor diverse overheidsprojecten. Zo was het de zetel van het Agentschap van satellietdiensten voor de Italiaanse overheid of het Mediterranean Agency for Remote Sensing and Environmental Control.